# Dengkek
Dengkek is een bestuurslaag in het regentschap Pati van de provincie Midden-Java, Indonesië. Dengkek telt 2280 inwoners (volkstelling 2010).